# Liste der Universitäten in Kalifornien

Dies ist eine Liste der Universitäten und Colleges im US-Bundesstaat Kalifornien:

## A
- Alliant International University
- Antioch University Southern California
- Art Center College of Design
- Azusa Pacific University

## B
- Bethany University
- Biola University

## C
- California Baptist University
- California College of Arts and Crafts
- California Institute of the Arts
- California Institute of Integral Studies
- California Institute of Technology
- California Lutheran University
- California National University
- California Pacific University
- California State University
  - California State University, Bakersfield
  - California Maritime Academy
  - California Polytechnic State University, San Luis Obispo
  - California State Polytechnic University, Pomona
  - California State University, Channel Islands
  - California State University, Chico
  - California State University, Dominguez Hills
  - California State University, East Bay
  - California State University, Fresno
  - California State University, Fullerton
  - California State University, Long Beach
  - California State University, Los Angeles
  - California State University, Monterey Bay
  - California State University, Northridge
  - California State University, Sacramento
  - California State University, San Bernardino
  - California State University, San Marcos
  - California State University, Stanislaus
  - Humboldt State University
  - San Diego State University
  - San Francisco State University
  - San José State University
  - Sonoma State University
- Chapman University
- Christian Heritage College
- Claremont Consortium of Colleges
  - Claremont Graduate University
  - Claremont McKenna College
  - Harvey Mudd College
  - Pitzer College
  - Pomona College
  - Scripps College
- Cogswell College
- Concordia University Irvine

## D
- Deep Springs College
- Dominican University of California

## F
- Fielding Graduate Institute
- Fresno Pacific University
- Fuller Theological Seminary

## G
- Golden Gate University

## H
- Holy Names College
- Hope International University
- Humphreys College

## I
- Institute of Transpersonal Psychology
- Irvine Valley College

## J
- John F. Kennedy University

## L
- Life Pacific College
- La Sierra University
- Lincoln University
- Loma Linda University
- Loyola Marymount University

## M
- The Master’s College
- The Master’s Seminary
- Menlo College
- Mills College
- Monterey Institute of International Studies
- Mount St. Mary’s College

## N
- National Hispanic University
- National University
- Naval Postgraduate School
- New College of California
- Northwestern Polytechnic University
- Notre Dame de Namur University

## O
- Occidental College
- Oikos University
- Otis College of Art and Design

## P
- Pacific Oaks College
- Pacific Union College
- Pacifica Graduate Institute
- Patten College
- Pepperdine University
- Platt College
- Point Loma Nazarene University
- Pomona College

## R
- Rudolf Steiner Sacramento

## S
- Saddleback College
- Saint Mary’s College of California
- Samuel Merritt College
- San Jose Christian College
- Santa Ana College
- Santa Clara University (SCU)
- Saybrook Graduate School and Research Center
- Simpson College
- Southern California Institute of Architecture
- Southwestern University School of Law
- Stanford University

## T
- Thomas Aquinas College

## U
- University of California
  - University of California, Berkeley (Cal)
  - University of California, Davis (UCD)
  - University of California, Irvine (UCI)
  - University of California, Los Angeles (UCLA)
  - University of California, Merced (UCM)
  - University of California, Riverside (UCR)
  - University of California, San Diego (UCSD)
  - University of California, San Francisco (UCSF)
  - University of California, Santa Barbara (UCSB)
  - University of California, Santa Cruz (UCSC)
- University of Judaism
- University of La Verne
- University of Northern California
- University of the Pacific
- University of the People
- University of Redlands
- University of San Diego
- University of San Francisco
- University of Southern California (USC)
- University of West Los Angeles

## V
- Vanguard University of Southern California

## W
- West Los Angeles College
- Western University of Health Sciences
- Westminster Theological Seminary in California
- Westmont College
- Whittier College
- William Howard Taft University
- Woodbury University